# Monorail (Drievliet)

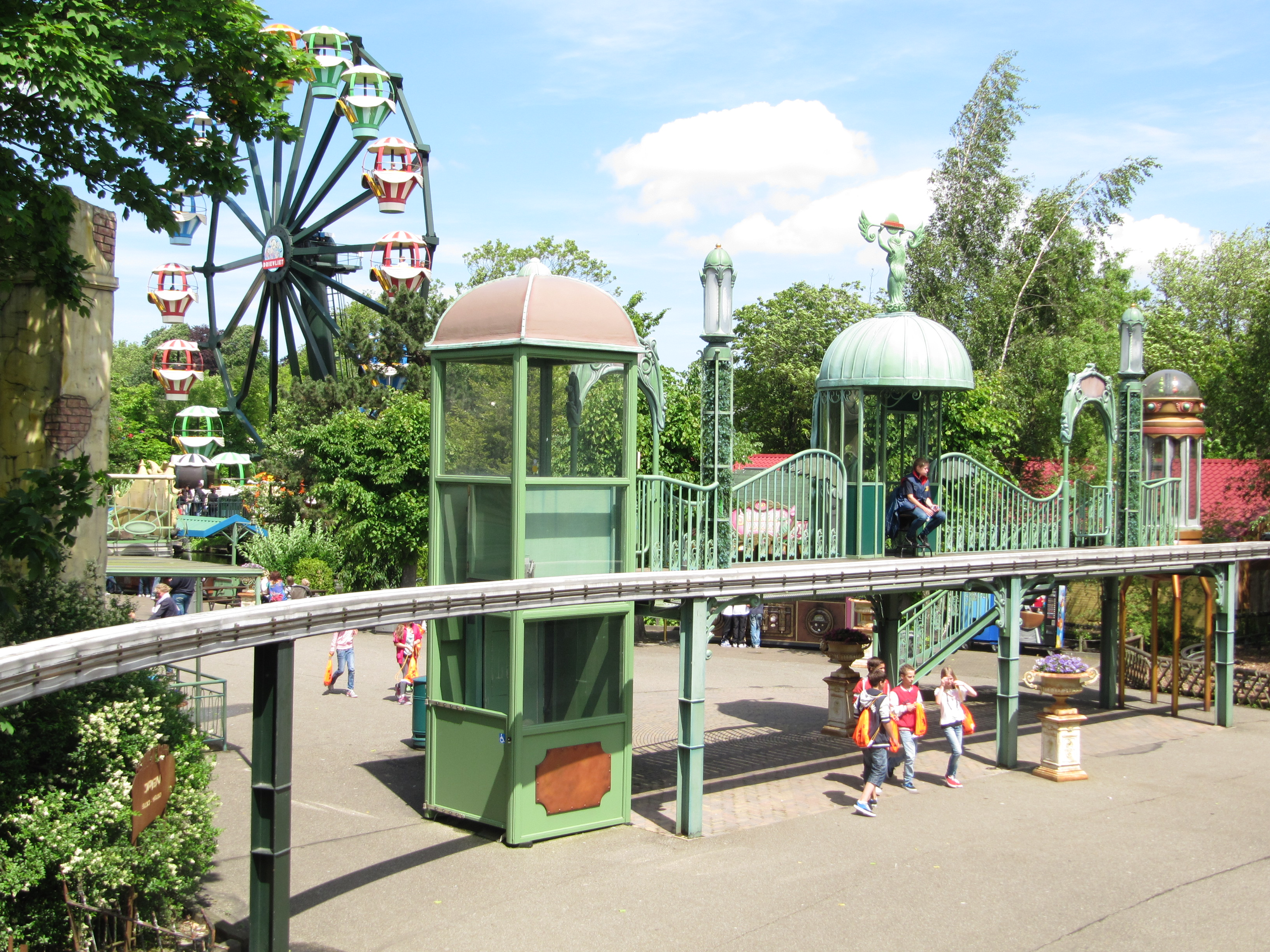
De halte

De monorail in het Nederlandse attractiepark Familiepark Drievliet is de oudste monorail van Nederland en doorkruist een groot deel van het attractiepark. De baan werd in 1968 aangelegd. In 1968 opende de burgemeester van Rijswijk Archibald Theodoor Bogaardt deze attractie: een baan van 200 meter lang en twee tot vier meter hoog, steunend op palen. In de winter van 2009/2010 werd de halteplaats gerenoveerd in art-nouveaustijl.
Afbeeldingen · Lijst van attracties